# Charles Scott
Charles Hubert Scott (Bowdon, Gran Manchester, 27 d'octubre de 1883 – Ilkley, West Yorkshire, 7 de novembre de 1954) va ser un jugador de lacrosse anglès que va competir a primers del segle xx. El 1908 va prendre part en els Jocs Olímpics de Londres, on guanyà la medalla de plata en la competició per equips de Lacrosse, com a membre de l'equip britànic.